# Heterogorgia clausa
Heterogorgia clausa is een zachte koraalsoort uit de familie Plexauridae. De koraalsoort komt uit het geslacht Heterogorgia. Heterogorgia clausa werd in 1910 voor het eerst wetenschappelijk beschreven door Nutting. 